# Nemzeti Bajnokság 1901
Die Nemzeti Bajnokság 1901 war die erste Spielzeit in der Geschichte der höchsten ungarischen Fußballliga. Meister wurde Budapesti TC.

## Osztályú Bajnokság
An der Meisterschaft konnten nur Mannschaften aus Budapest teilnehmen.

### Modus
Die Saison wurde mit Hin- und Rückspielen ausgetragen. Für einen Sieg gab es zwei Punkte, für ein Unentschieden einen und für eine Niederlage keinen Punkt. Der Letztplatzierte musste am Saisonende absteigen. Die beiden Mannschaften auf den Plätzen 3 und 4 mussten ein Relegationsspiel gegen die beiden Erstplatzierten der Osztályú Bajnokság II austragen. Bei einem Unentschieden im Relegationsspiel verblieb der Erstligist in der Klasse.

### Abschlusstabelle
| Pl. | Verein               | Sp. | S | U | N | Tore    | Quote | Punkte |
| --- | -------------------- | --- | - | - | - | ------- | ----- | ------ |
| 1.  | Budapesti TC         | 8   | 8 | 0 | 0 | 037:500 | 7,40  | 16:0   |
| 2.  | Magyar ÚE Budapest   | 8   | 5 | 0 | 3 | 017:200 | 0,85  | 10:60  |
| 3.  | Ferencváros Budapest | 8   | 3 | 1 | 4 | 020:280 | 0,71  | 07:90  |
| 4.  | Műegyetemi FC 1      | 8   | 2 | 1 | 5 | 011:800 | 1,38  | 05:11  |
| 5.  | Budapesti SC         | 8   | 1 | 0 | 7 | 007:310 | 0,23  | 02:14  |

Platzierungskriterien: 1. Punkte – 2. Torquotient

### Kreuztabelle
Die Kreuztabelle stellt die Ergebnisse aller Spiele dieser Saison dar. Die Heimmannschaft ist in der linken Spalte, die Gastmannschaft in der oberen Zeile aufgelistet.
| 1901                 | BTC   | MÚE | FER   | MFC   | BSC |
| -------------------- | ----- | --- | ----- | ----- | --- |
| Budapesti TC         |       | 7:0 | 8:0   | 5:2   | 4:0 |
| Magyar ÚE Budapest   | 0:3   |     | 3:2   | +:- 1 | 4:0 |
| Ferencváros Budapest | 3:5   | 3:5 |       | 2:2   | 5:1 |
| Műegyetemi FC        | -.+ 1 | 3:1 | -.+ 1 |       | 4:0 |
| Budapesti SC         | 0:5   | 2:4 | 4:5   | +:- 1 |     |

### Relegationsspiele
|                      | Ergebnis |                     |
| -------------------- | -------- | ------------------- |
| Ferencváros Budapest | 10:20    | Rakosszentmihály SE |
| Budapesti SC         | 0:0      | 33 FC Budapest      |